# Kentland
Kentland – krater uderzeniowy w stanie Indiana, w USA. Większa część krateru jest pogrzebana pod osadami, niemal wszystkie skały krateru widoczne obecnie na powierzchni ziemi zostały odsłonięte wskutek działalności kopalni.
Krater ma średnicę 12 km, powstał nie dawniej niż 97 milionów lat temu w późnej kredzie, w skałach osadowych. Podłoże skalne tworzą osady górnego dewonu i missisipu, które na tym terenie leżą poziomo, przez co zaburzona przez impakt struktura krateru jest dodatkowo uwidoczniona. W obrębie wyniesienia centralnego znajdują się dobrze wykształcone stożki zderzeniowe.